# داش بلاغ (نیر)
داش بلاغ یک روستا در ایران است که در دهستان یورتچی شرقی واقع شده‌است. داش بلاغ ۶۲ نفر جمعیت دارد.